# Австрийска Нидерландия
Австрийска Нидерландия или Южна Нидерландия (на нидерландски: Zuidelijke Nederlanden; на френски: Pays-Bas méridionaux или Pays-Bas du Sud; на немски: Österreichische Niederlande, Südlichen Niederlande), обхващала териториите на днешните Белгия и Люксембург и е съществувала от края на
Войната за испанското наследство 1714 г. до завладяването от френската революционна войска и присъединяването към Френската република през 1795 г.